# Městská dráha v Duisburgu
Městská dráha v německém městě Duisburg tvoří společně s tramvajovou dopravou, s níž sdílí část infrastruktury, základ městské hromadní dopravy. Provoz městské dráhy, která je součástí Stadtbahn Rhein-Ruhr, byl zahájen v roce 1992. V provozu je jediná linka s označením U79, která spojuje Duisburg se sousedním městem Düsseldorf. Provozovatelem systému je městský dopravní podnik Duisburger Verkehrsgesellschaft (DVG). Celá síť je integrována do tarifu místního dopravního systému Verkehrsverbund Rhein-Ruhr (VRR).

## Historie

### Tramvajová síť
První tramvaje začaly v Duisburgu vozit cestující 24. prosince 1881. Šlo o koněspřežnou dráhu, která spojovala centrum města se čtvrtí Ruhrort. Druhá linka, tentokrát již s parní trakcí, zahájila provoz v létě roku 1882 mezi centrem Duisburgu a čtvrtí Monning. První elektrické tramvaje byly uvedeny do provozu v roce 1897 na tratích Ruhrort – Beeck a Ruhrort – Meiderich. Během dvou následujících let byly elektrifikovány i všechny ostatní trasy.

### Stadtbahn Rhein-Ruhr
Na konci 60. let 20. století se Duisburg, stejně mnoho jiných měst spolkové země Severní Porýní-Vestfálsko, začal podílet na společném projektu Stadtbahn Rhein-Ruhr, který měl za cíl nahradit stávající tramvajové provozy rychlodrážními tratěmi. Ty měly zlepšit městskou i meziměstskou dopravu napříč Porúřím. Duisburg plánoval výstavbu plně rychlodrážních a částečně i podpovrchových tratích v těchto směrech:
- Mülheim an der Ruhr – Duisburg Hauptbahnhof – Moers
- Duisburg Haupthahnhof – Hochfeld – Wanheimerort – Düsseldorf
- Duisburg Haupthahnhof – Ruhrort – Marxloh – Oberhausen, Holten
- Duisburg Haupthahnhof – Meiderich – Alt-Hamborn – Dinslaken

Výstavba městské dráhy byla, za příslibu dotací od státu a spolkové země, oficiálně zahájena v roce 1967. Zpočátku probíhala stavba rychle, neboť už v roce 1974 byl hotová trať Sittardsberg – Huckingen na jihu města. Na tuto část byla později napojena bývalá meziměstská železnice D-Bahn vedoucí ze sousedního Düsseldorfu, která byla přizpůsobena pro potřeby provozu městské dráhy. V letech 1971 až 1992 byl kvůli přestavbě nahrazeno pět tramvajových linek autobusovou dopravou.
Během 70. let došlo ke snížení objemu přislíbených dotací a město tak muselo podstatnou část financovat ze svého rozpočtu, což si vyžádalo výrazné zpomalení tempa výstavby. V roce 1983, osm let po zahájení stavby, se podařilo dokončit hrubou stavbu podpovrchového úseku v centru Duisburgu. Provoz v podzemí však byl zahájen až 11. července 1992. Součástí Innenstadttunnel je pět podpovrchových stanic, z nichž jsou dvě patrové a čtyřkolejné (Duisburg Hbf, König-Heinrich-Platz) a tři klasické (Duissern, Rathaus, Steinsche Gasse). V roce 2000 byl uveden do provozu tunel pod řekou Rúr a nové podpovrchové stanice Auf dem Damm a Meiderich Bahnhof. Zavedením zabezpečovacího zařízení LZB s maximální povolenou rychlostí 80 km/h došlo ke zkrácení jízdní doby linky U79 o sedm minut. 

### Současný stav
Kvůli značným finančním škrtům nebyla v Duisburgu realizována ani desetina původních plánů. Ze čtyř původně plánovaných tras městské dráhy je dnes v provozu jediná, meziměstská linka U79 spojující Düsseldorf a Duisburg. Dále jsou v provozu tramvajové linky 901 a 903, zbytek města pak obsluhují autobusy. Kvůli smíšenému provozu tramvají a městské dráhy jsou kvůli zajištění bezbariérového nástupu do vozidel všechny stanice v úseku Meiderich Bahnhof – Steinsche Gasse vybaveny jak vysokým, tak i nízkým nástupištěm. Problémovým prvkem je také rozdílná šířka vozidel, tramvaje Duewag GT10 NC-DU jsou široké pouze 2,2 metru, vozidla Stadtbahnwagen B mají šířku 2,65 metru. 

## Linkové vedení
| Linka | Trasa | Jízdní doba | Druh linky    | Dopravce       | Typ vozidla      |
| ----- | --- | ----------- | ------------- | -------------- | ---------------- |
| U79   | Duisburg, Meiderich Bahnhof – Duisburg Hauptbahnhof – Düsseldorf Hauptbahnhof – Düsseldorf, Uni Ost/Botanischer Garten | 74 min      | Městská dráha | DVG, Rheinbahn | Stadtbahnwagen B |

## Vozový park
Provoz na jediné lince městské dráhy zajišťují vozidla Stadtbahnwagen B dopravních podniků DVG (Duisburg) a Rheinbahn (Düssledorf). Tato původní vozidla z 80. let budou od roku 2025 postupně nahrazována novými rychlodrážními tramvajemi Siemens Avenio HF. 

## Budoucnost
Další rozšiřování městské dráhy či dokonce realizaci plánů z 60. let již Duisburg neplánuje. Také plánované prodloužení tunelu ze stanice Meiderich Bahnhof na sever k Landschaftspark Duisburg-Nord bylo zamítnuto. Budoucnost kolejové dopravy bude ve znamení dvou nových tramvajových linek s pracovním označením Linie Rhein 1 a Linie Rhein 2. 

## Galerie

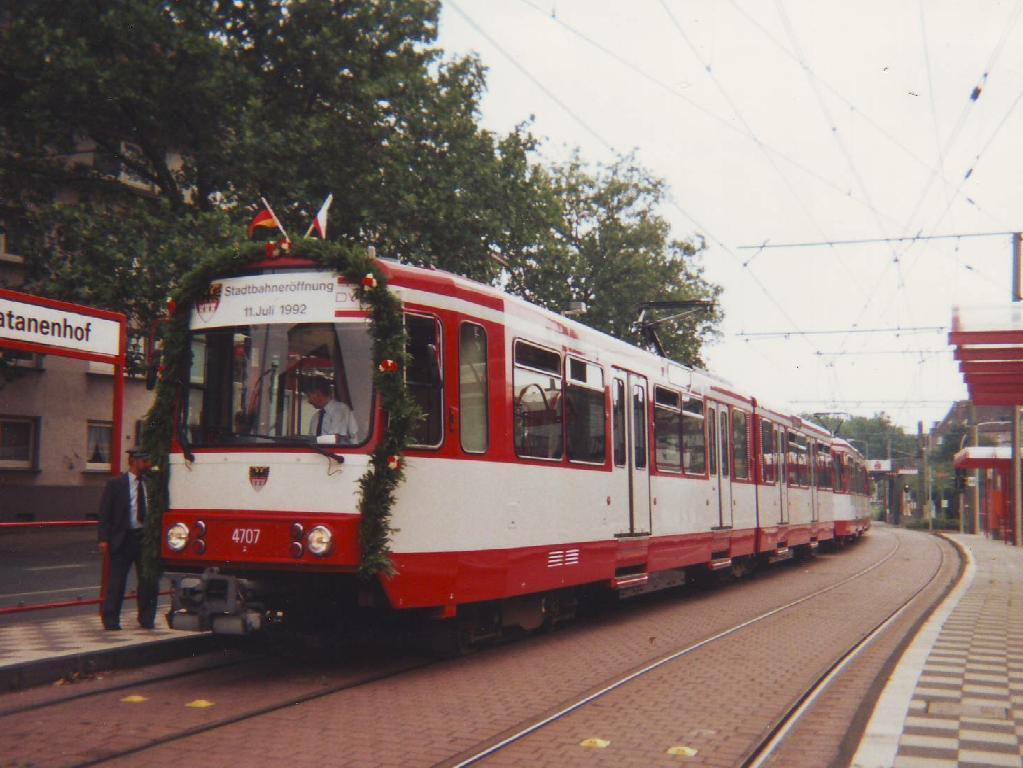
Slavnostní zahájení provozu městské dráhy
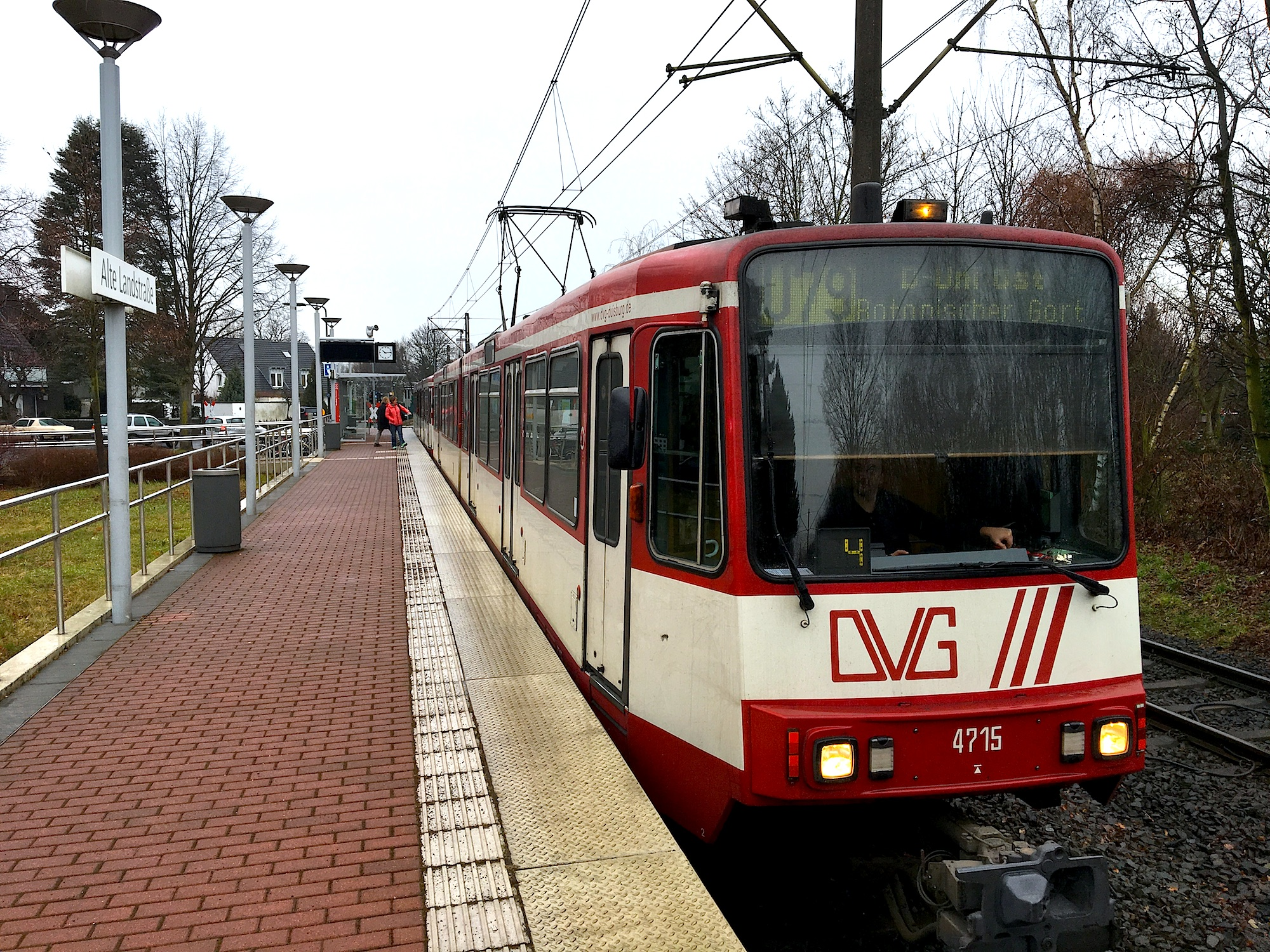
Souprava mezimětstské linky U79
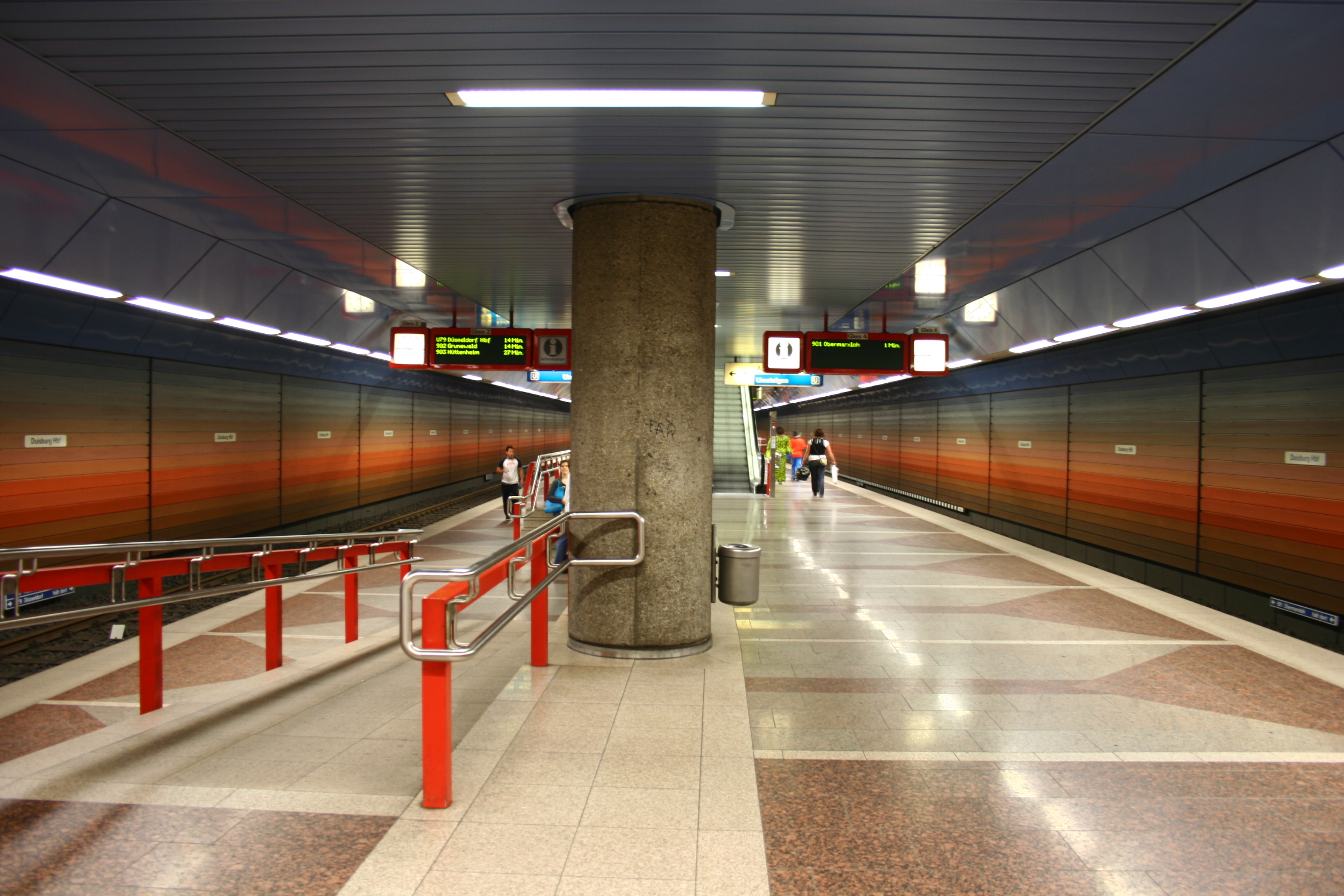
Spodní patro stanice Duisburg Hbf